# Jinomrefu
Jinomrefu — викопний рід барбурофелід, що містить один вид Jinomrefu lakwanza. Він був описаний у 2020 році на основі скам’янілостей із межі палеогену та неогену в Накваї, Кенія.